# Geistown
Geistown és una població dels Estats Units a l'estat de Pennsilvània. Segons el cens del 2000 tenia 2.555 habitants.

## Demografia
Segons el cens del 2000, Geistown tenia 2.555 habitants, 1.105 habitatges, i 749 famílies. La densitat de població era de 913,4 habitants per quilòmetre quadrat.
Dels 1.105 habitatges en un 25,2% hi vivien nens de menys de 18 anys, en un 57,4% hi vivien parelles casades, en un 7,9% dones solteres, i en un 32,2% no eren unitats familiars. En el 29,7% dels habitatges hi vivien persones soles el 15% de les quals corresponia a persones de 65 anys o més que vivien soles. El nombre mitjà de persones vivint en cada habitatge era de 2,3 i el nombre mitjà de persones que vivien en cada família era de 2,85.
Per edats la població es repartia de la següent manera: un 21,1% tenia menys de 18 anys, un 5,8% entre 18 i 24, un 24,1% entre 25 i 44, un 26,2% de 45 a 60 i un 22,8% 65 anys o més.
L'edat mediana era de 44 anys. Per cada 100 dones de 18 o més anys hi havia 84,5 homes.
La renda mediana per habitatge era de 33.646 $ i la renda mediana per família de 47.049 $. Els homes tenien una renda mediana de 32.478 $ mentre que les dones 22.134 $. La renda per capita de la població era de 21.002 $. Entorn del 4% de les famílies i el 6,5% de la població estaven per davall del llindar de pobresa.

## Poblacions més properes
El següent diagrama mostra les poblacions més properes.